# Sintagmatarca
Sintagmatarca o anche sintagmatarco (greco: Συνταγματάρχης, Syntagmatarchis, abbreviato Σχης), è un grado militare dell'Esercito ellenico che corrisponde a quello di colonnello.

## Grecia antica
La sua traduzione è comandante di reggimento (sintagma), e risale agli eserciti dell'antica Grecia in cui i sintagma erano formazioni militari formati da 256 opliti costituiti da un quadrato 16x16, comandati da un sintagmatarca; sedici syntagma allineati costituivano una falange.

## Grecia moderna
Nel moderno Esercito greco il grado è superiore ad antisintagmatarca (tenente colonnello) e inferiore a tassiarco (brigadiere); il nome è  tuttavia fuorviante in quanto nella sua struttura di comando dell'esercito ellenico i reggimenti sono pochissimi e così le responsabilità tipiche del Syntagmatarca sono quelle di ufficiale esecutivo di brigata. Agli ufficiali che detengono questo grado i loro subordinati si rivolgono loro con Kyrie Syntagmatarcha (Κύριε Συνταγματάρχα) cioè "signor sintagmatarca" o "signor colonnello".

### Dittatura dei colonnelli
La giunta militare che ha governato la Grecia dal 1967 al 1974 era conosciuta come regime dei colonnelli in quanto la maggior parte di coloro che la componevano ricoprivano questo grado, tra cui due dei tre leader, Nikolaos Makarezos e Geōrgios Papadopoulos.

### Distintivo di grado
Il distintivo di grado attuale è costituito da una granata fiammeggiante e tre stelle dorate. In epoca monarchica il distintivo di grado era costituito dalla corona e tre stelle dorate.

controspallina di Syntagmatarchis (1908–1936)
controspallina di Syntagmatarchis (1937–1968)
controspallina di Syntagmatarchis dal 1968